# Stercorarius parasiticus
Il labbo (Stercorarius parasiticus Linnaeus, 1758), è un uccello appartenente alla famiglia Stercorariidae.

## Descrizione
Il labbo è un grosso uccello diffuso in Nord Europa caratterizzato da due tipologia di colorazione, chiara e scura, che variano in proporzione nelle diverse popolazioni, ad esempio sull'Isola di Fair sono presenti in rapporto di 3:1 con dominanza della tipologia scura.

### Dimensioni
- Lunghezza: 45 cm
- Peso: 330-500 g

### Uova
- Dimensioni: 5,9 x 4,2 cm
- Uova deposte per nidiata: 2

## Biologia
Cleptoparassiti, rubano il cibo ad altri uccelli marini con spettacolari acrobazie aeree, ma sono anche spazzini e predatori effettivi, soprattutto di piccoli mammiferi come il lemming e piccoli uccelli. Persino insetti e bacche possono essere inclusi nella dieta.

### Riproduzione

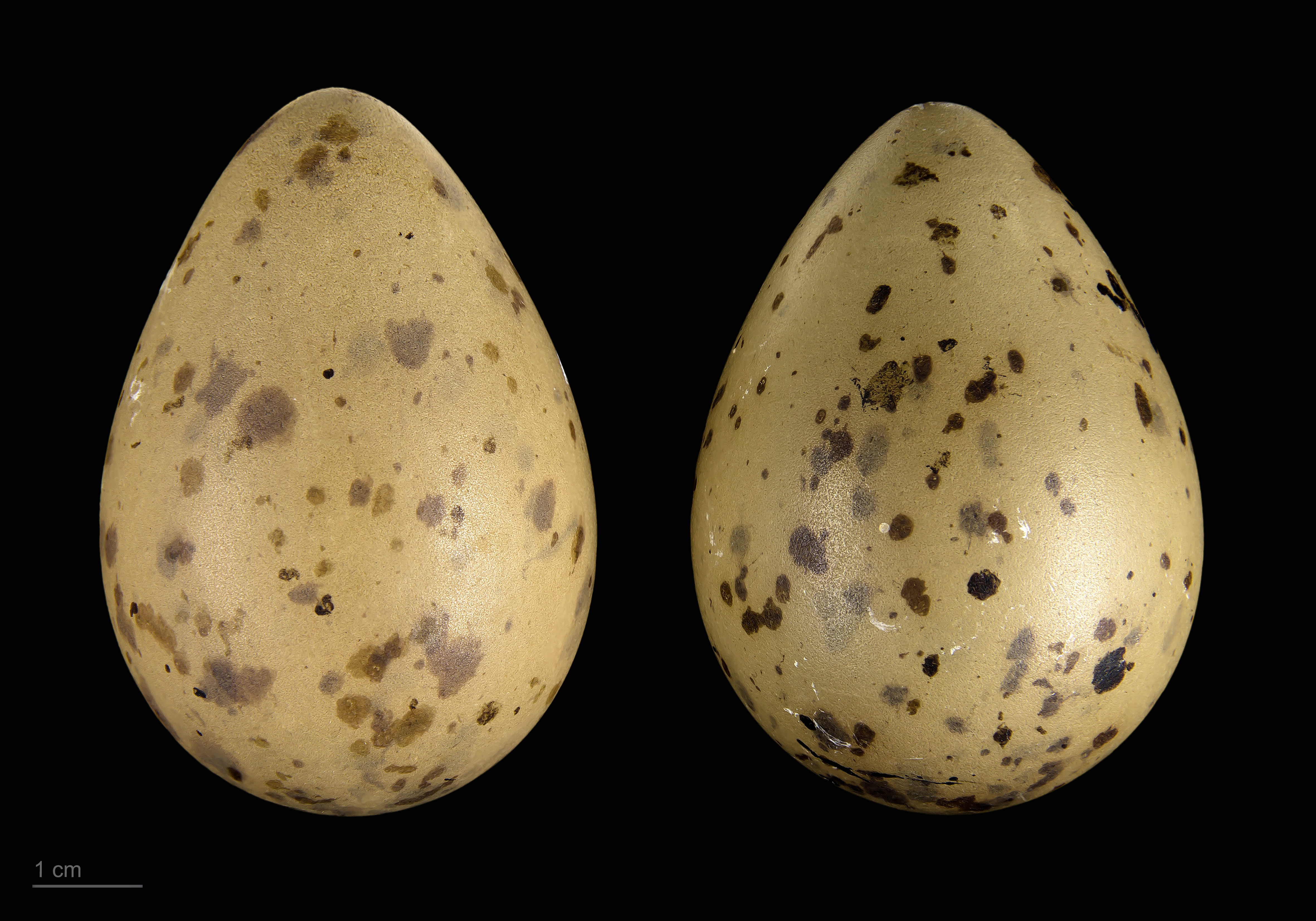
Uova di Stercorarius parasiticus

Formano coppie strettamente monogame.

Nidificano in siti dove son presenti altre colonie di uccelli marini, che appunto parassitano.

### Spostamenti
Effettuano migrazioni trans-equatoriali, partendo dalle acque del Nord Atlantico a fine agosto per dirigersi in Patagonia o Argentina oppure lungo la corrente Benguela al largo della Namibia.

## Tassonomia
Il labbo ha due sottospecie:
- S. parasiticus parasiticus
- S. parasiticus parallelus